# 大石寺住職一覧
大石寺貫首一覧（たいせきじかんずいちらん）は、日蓮正宗の総本山である大石寺の歴代貫首の一覧。

## 概要
日蓮正宗において法主は、総本山大石寺の貫主であり、日蓮正宗の管長である。僧侶の中からただ一人が、先代の法主から日蓮以来の血脈相承を受けて法主となる。日蓮正宗の僧侶の階級では「大僧正」となる。ちなみに、日蓮正宗の本尊を書写できるのも法主ただ一人に限られる、との宗教的主張も特徴のひとつである。

## 一覧
大石寺の歴代貫首は次表の通り
凡例
日本にグレゴリオ暦が導入された1873年以前の日付は、その時々に用いられていた太陰太陽暦による和暦の年月日のうち、年は西暦紀元に換算し、月日はそのままに記したものである。したがって、実際の西暦（ユリウス暦・グレゴリオ暦）の日付とは異同がある。また、年末年始の日付のものについては、実際に対応する西暦の年とは、年が異なる場合がある。
| 代         | 日号                         | 在位                                                                                         | 誕生 - 遷化                                   | 没年齢、 存命は満年齢 〔（）内は数え年〕 |
| ---------- | ---------------------------- | -------------------------------------------------------------------------------------------- | --------------------------------------------- | ---------------------------------------- |
| 宗祖       | 日蓮（にちれん）             |                                                                                              | 1222年2月16日 - 1282年10月13日                | 60歳（61歳）                             |
| 開山・ 2祖 | 日興（にっこう）             | 1290年10月12日-1333年もしくは1332年11月                                                      | 1246年3月8日 - 1333年2月7日                   | 86歳（88歳）                             |
| 3祖        | 日目（にちもく）             | 1333年もしくは1332年11月-1333年10月                                                          | 1260年 - 1333年11月15日                       | （74歳）                                 |
| 4世        | 日道（にちどう）             | 1336年もしくは1333年10月-1339年6月15日                                                       | 1283年 - 1341年2月26日                        | （59歳）                                 |
| 5世        | 日行（にちぎょう）           | 1339年6月15日 - 1365年2月15日                                                                | ？- 1369年8月13日                             | ？                                       |
| 6世        | 日時（にちじ）               | 1365年2月15日 - 1406年6月4日                                                                 | ？- 1406年6月4日                              | ？                                       |
| 7世        | 日阿（にちあ）               | 1406年6月4日 - 1407年3月10日                                                                 | ？- 1407年3月10日                             | ？                                       |
| 8世        | 日影（にちえい）             | 1407年3月10日 - 1419年8月4日                                                                 | 1353年11月7日 - 1419年8月4日                  | 66歳（67歳）                             |
| 9世        | 日有（にちう）               | 1419年8月4日 - 1467年、 1472年 - 1482年9月                                                   | 1402年4月16日 - 1482年9月29日                 | 80歳（81歳）                             |
| 10世       | 日乗（にちじょう）           | 1467年 - 1470年                                                                              | ？- 1472年11月20日                            | ？                                       |
| 11世       | 日底（にってい）             | 1470年 - 1472年4月7日                                                                        | ？- 1472年4月7日                              | ？                                       |
| 12世       | 日鎮（にっちん）             | 1482年 - 1527年6月24日                                                                       | 1469年 - 1527年6月24日                        | （59歳）                                 |
| 13世       | 日院（にちいん）             | 1527年 - 1573年                                                                              | 1518年 - 1589年7月6日                         | （72歳）                                 |
| 14世       | 日主（にっしゅ）             | 1573年 - 1596年9月1日                                                                        | 1555年 - 1617年8月17日                        | （63歳）                                 |
| 15世       | 日昌（にっしょう）           | 1596年9月1日 - 1607年、 1611年 - 1622年4月7日                                                | 1562年 - 1622年4月7日                         | （61歳）                                 |
| 16世       | 日就（にちじゅ）             | 1607年 - 1611年、 1622年4月7日 - 1632年1月                                                   | 1567年 - 1633年2月21日もしくは1632年2月21日   | （66歳）                                 |
| 17世       | 日精（にっせい）             | 1632年1月 - 1633年、 1637年 - 1645年                                                         | 1600年 - 1683年11月5日                        | （84歳）                                 |
| 18世       | 日盈（にちえい）             | 1633年 - 1637年8月                                                                           | 1594年3月3日 - 1638年3月7日                   | 44歳（45歳）                             |
| 19世       | 日舜（にっしゅん）           | 1645年10月27日 - 1652年                                                                      | 1610年 - 1669年11月12日                       | （60歳）                                 |
| 20世       | 日典（にってん）             | 1652年 - 1673年                                                                              | 1611年 - 1686年9月21日                        | （76歳）                                 |
| 21世       | 日忍（にちにん）             | 1673年 - 1680年                                                                              | 1612年 - 1680年9月4日                         | （69歳）                                 |
| 22世       | 日俊（にっしゅん）           | 1680年 - 1682年2月                                                                           | 1637年 - 1691年10月29日                       | （56歳）                                 |
| 23世       | 日啓（にっけい）             | 1682年2月 - 1692年6月7日                                                                     | 1648年 - 1707年11月14日                       | （61歳）もしくは（59歳）もしくは（60歳） |
| 24世       | 日永（にちえい）             | 1692年6月7日 - 1709年春                                                                      | 1650年 - 1715年2月24日                        | （66歳）                                 |
| 25世       | 日宥（にちゆう）             | 1709年春 - 1718年3月                                                                         | 1669年 - 1729年12月28日                       | （61歳）                                 |
| 26世       | 日寛（にちかん）             | 1718年3月 - 1720年2月24日、 1723年6月4日 - 1726年5月26日                                     | 1665年8月7日 - 1726年8月19日                  | 61歳（62歳）                             |
| 27世       | 日養（にちよう）             | 1720年2月24日 - 1723年6月4日                                                                 | 1670年 - 1723年6月4日                         | （54歳）                                 |
| 28世       | 日詳（にっしょう）           | 1726年5月26日 - 1732年9月19日                                                                | 1681年 - 1734年8月25日                        | （54歳）                                 |
| 29世       | 日東（にっとう）             | 1732年9月19日 - 1736年春                                                                     | 1689年3月3日 - 1737年12月1日                  | 48歳（49歳）                             |
| 30世       | 日忠（にっちゅう）           | 1736年春 - 1740年9月19日                                                                     | 1687年 - 1743年10月11日                       | （57歳）                                 |
| 31世       | 日因（にちいん）             | 1740年9月19日 - 1750年9月11日                                                                | 1687年10月17日 - 1769年6月14日                | 81歳（83歳）                             |
| 32世       | 日教（にっきょう）           | 1750年9月11日 - 1756年8月                                                                    | 1704年 - 1757年8月12日                        | （54歳）                                 |
| 33世       | 日元（にちげん）             | 1756年8月 - 1764年9月27日、 1765年7月26日 - 1765年10月8日                                    | 1711年8月15日 - 1778年2月26日                 | 66歳（68歳）                             |
| 34世       | 日真（にっしん）             | 1764年9月27日 - 1765年7月26日                                                                | 1714年 - 1765年7月26日                        | （52歳）                                 |
| 35世       | 日穏（にちおん）             | 1765年10月8日 - 1770年4月8日                                                                 | 1716年 - 1774年7月3日                         | （59歳）                                 |
| 36世       | 日堅（にっけん）             | 1770年4月8日 - 1776年4月15日                                                                 | 1717年 - 1791年10月3日                        | （75歳）                                 |
| 37世       | 日琫（にっぽう）             | 1776年4月15日 - 1783年4月28日、 1785年2月20日 - 1785年6月24日、 1786年 - 1791年7月1日        | 1731年1月23日 - 1803年5月26日                 | 72歳（73歳）                             |
| 38世       | 日泰（にったい）             | 1783年4月28日 - 1785年2月20日                                                                | 1731年 - 1785年2月20日                        | （55歳）                                 |
| 39世       | 日純（にちじゅん）           | 1785年春 - 1786年                                                                            | 1736年 - 1801年7月30日                        | （66歳）                                 |
| 40世       | 日任（にちにん）             | 1791年7月1日 - 1795年6月28日                                                                 | 1747年 - 1795年8月25日                        | （49歳）                                 |
| 41世       | 日文（にちもん）             | 1795年6月28日 - 1796年8月14日                                                                | 1751年 - 1796年8月14日                        | （46歳）                                 |
| 42世       | 日厳（にちごん）             | 1796年9月23日 - 1797年閏7月11日                                                              | 1748年 - 1797年7月11日もしくは1797年閏7月11日 | （50歳）                                 |
| 43世       | 日相（にっそう）             | 1799年11月7日 - 1803年10月                                                                   | 1759年 - 1805年12月3日                        | （47歳）                                 |
| 44世       | 日宣（にっせん）             | 1803年10月 - 1807年8月19日、 1808年5月8日 - 9月24日、 1817年1月27日 - 1817年2月16日          | 1760年 - 1822年1月7日                         | （63歳）                                 |
| 45世       | 日禮もしくは日礼（にちれい） | 1807年8月19日 - 1808年5月8日                                                                 | 1763年 - 1808年5月8日                         | （46歳）                                 |
| 46世       | 日調（にっちょう）           | 1808年9月24日 - 1814年4月11日、 1815年8月16日 - 1817年1月27日                                | 1766年 - 1817年1月27日                        | （52歳）                                 |
| 47世       | 日珠（にっしゅ）             | 1814年4月11日 - 1815年8月12日                                                                | 1769年 - 1816年9月22日                        | （48歳）                                 |
| 48世       | 日量（にちりょう）           | 1817年2月16日 - 1820年8月、 1830年6月24日 - 1831年11月7日、 1836年5月                        | 1771年2月18日 - 1851年5月29日                 | 80歳（81歳）                             |
| 49世       | 日荘（にっそう）             | 1820年8月 - 1830年5月8日                                                                     | 1773年 - 1830年5月8日                         | （58歳）                                 |
| 50世       | 日誠（にちじょう）           | 1831年11月7日 - 1836年5月1日                                                                 | 1795年 - 1836年5月1日                         | （42歳）もしくは（41歳）                 |
| 51世       | 日英（にちえい）             | 1836年5月 - 1853年6月20日、 1865年5月7日 - 1865年閏5月15日                                   | 1798年 - 1877年7月9日                         | （80歳）                                 |
| 52世       | 日霑（にちでん）             | 1853年6月20日 - 1862年12月、 1865年閏5月15日 - 1869年11月1日、 1885年6月15日 - 1889年5月17日 | 1817年8月25日 - 1890年6月24日                 | 72歳（74歳）                             |
| 53世       | 日盛（にちじょう）           | 1862年12月 - 1865年5月7日                                                                    | 1831年10月11日 - 1892年6月25日                | 60歳（62歳）                             |
| 54世       | 日胤（にちいん）             | 1869年11月1日 - 1874年12月12日                                                               | 1829年3月16日 - 1880年6月2日                  | 51歳（53歳）もしくは（52歳）             |
| 55世       | 日布（にっぷ）               | 1874年12月12日 - 1885年6月15日                                                               | 1835年2月5日 - 1919年3月4日                   | 84歳（85歳）                             |
| 56世       | 日應もしくは日応（にちおう） | 1889年5月21日 - 1908年11月10日                                                               | 1848年11月15日 - 1922年6月15日                | 73歳（75歳）                             |
| 57世       | 日正（にっしょう）           | 1908年10月29日 - 1923年8月12日                                                               | 1861年12月18日 - 1923年8月18日                | 61歳（60歳）もしくは（63歳）             |
| 58世       | 日柱（にっちゅう）           | 1923年8月12日 - 1926年3月8日                                                                 | 1865年5月24日 - 1928年1月26日                 | 62歳（63歳）もしくは（64歳）             |
| 59世       | 日亨（にちこう）             | 1926年3月8日 - 1928年6月2日                                                                  | 1867年2月24日 - 1957年11月23日                | 90歳（91歳）                             |
| 60世       | 日開（にちかい）             | 1928年6月2日 - 1935年6月1日                                                                  | 1873年8月23日 - 1943年11月21日                | 70歳（71歳）                             |
| 61世       | 日隆（にちりゅう）           | 1935年6月1日 - 1937年10月2日、 1945年6月17日 - 1946年1月25日                                 | 1874年8月10日 - 1947年3月24日                 | 72歳（74歳）                             |
| 62世       | 日恭（にっきょう）           | 1937年10月2日 - 1945年6月17日                                                                | 1869年9月16日 - 1945年6月17日                 | 75歳（77歳）                             |
| 63世       | 日満（にちまん）             | 1946年1月25日 - 1947年1月15日                                                                | 1873年3月5日 - 1951年1月7日                   | 77歳（79歳）                             |
| 64世       | 日昇（にっしょう）           | 1947年1月15日 - 1956年3月2日                                                                 | 1879年9月24日 - 1957年10月14日                | 78歳（79歳）                             |
| 65世       | 日淳（にちじゅん）           | 1956年3月2日 - 1959年11月15日                                                                | 1898年10月10日 - 1959年11月17日               | 61歳（62歳）                             |
| 66世       | 日達（にったつ）             | 1959年11月15日 - 1979年7月22日                                                               | 1902年4月15日 - 1979年7月22日                 | 77歳（78歳）                             |
| 67世       | 日顕（にっけん）             | 1979年7月22日 - 2005年12月15日                                                               | 1922年12月19日 - 2019年9月20日                | 96歳（98歳）                             |
| 68世       | 日如（にちにょ）             | 2005年12月15日 -                                                                             | 1935年2月26日 -                               | 90歳（91歳）                             |

## 葬儀
歴代法主の葬儀には密葬・本葬があり、密葬の後で火葬して本葬が行われる。
密葬・本葬ではそれぞれ前々夜と前夜の2夜に渡って通夜を行う。
本葬の際に法主の遺骨は輿に入れられ、葬列を組む。式場は古式に則り竹矢来を組んで囲まれ、四隅に「発心門」、「修行門」、「菩提門」、「涅槃門」の四門を構え、四門行道（発心門から式場に入り修行門を抜け一周して修行門から再度式場に入り、菩提門を抜け一周して菩提門から式場に入り開式。閉式後、涅槃門を抜けて墓地へ向かう）を行う。
本葬の最中に導師を務める当代の法主が「嘆徳文」を捧読する。本葬終了後、直接埋葬される。
大石寺墓苑には歴代法主の墓地があり、墓石の形状は五輪塔と定められている。